# Anemone rupestris
Anemone rupestris är en ranunkelväxtart. Anemone rupestris ingår i släktet sippor, och familjen ranunkelväxter.

## Underarter
Arten delas in i följande underarter:
- A. r. gelida
- A. r. rupestris